# النصيباء (يهر)

تعديل مصدري - تعديل

النصيباء هي إحدى قرى عزلة يهر بمديرية يهر التابعة لمحافظة لحج، بلغ تعداد سكانها 255 نسمة حسب تعداد اليمن لعام 2004.